# الإنترنت في المغرب

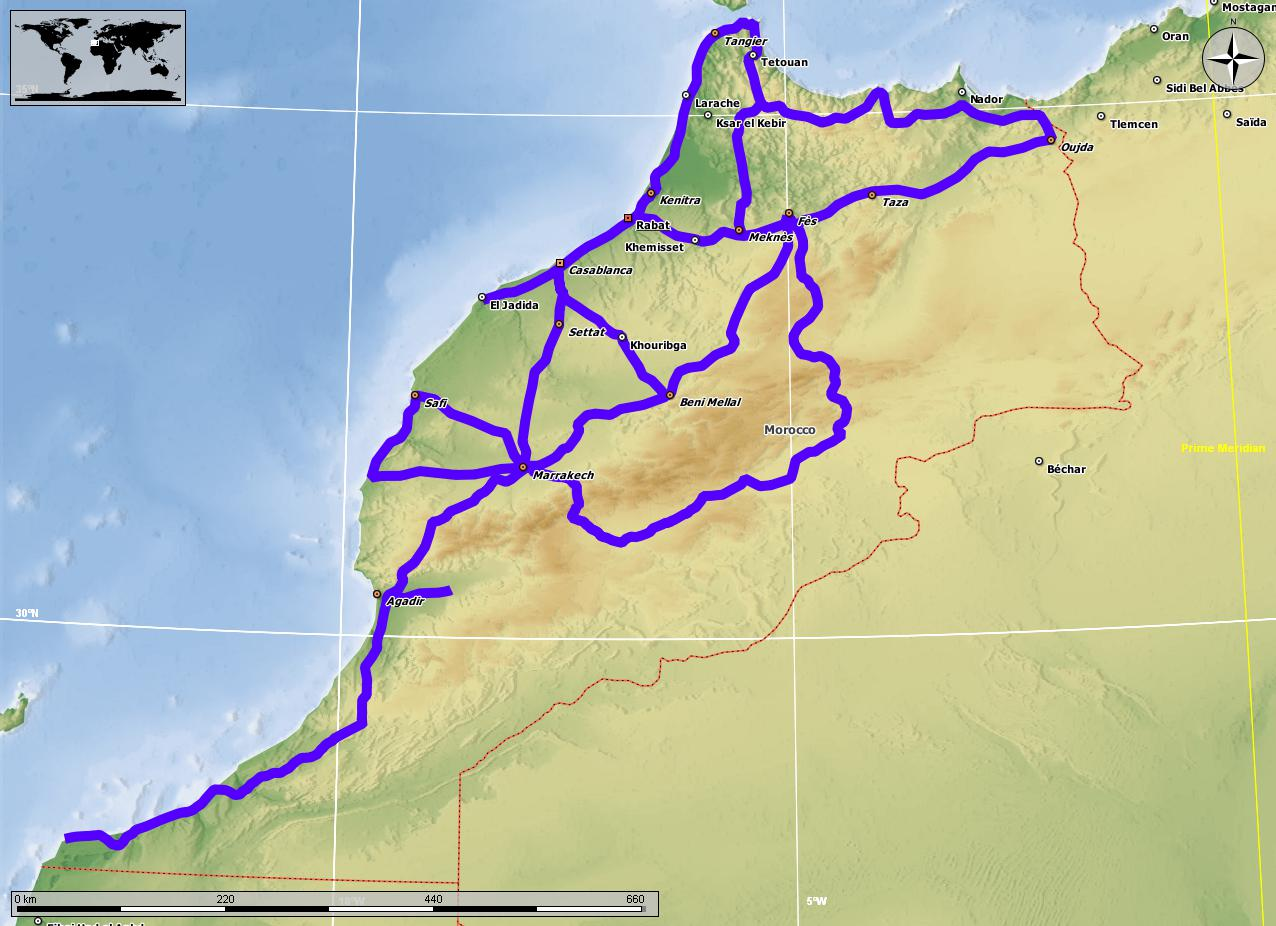
خريطة توضح خط كابلات الألياف الضوئية الأرضية لاتصالات المغرب.

تسيطر شركة اتصالات المغرب على المشهد العام لسوق الاتصالات في المغرب، حيث أنها كانت تحتكر تقديم خدمات الهاتف الثابت، بالإضافة لتقديمها خدمات الهاتف المحمول والشابكة (الإنترنت) أيضا، وكانت الشركة حكومية بالكامل حتى عام 2000 عندما صدر قرار بخصخصتها لتقوم شركة «فيفاندي إينفرسال» الفرنسية بشراء حصة كبيرة من أسهمها بلغت 35% قبل أن ترتفع النسبة بعد ذلك.
ولكن وضع سوق الاتصالات في المغرب شهد في عام 2006 انقلابا كبيرا بعد حصول شركة «ميدتيل» على ترخيص لتقديم خدمات الهاتف الثابت وهو ما يعنى دخولها في مجال تزويد خدمات الإنترنت الذي كانت تحتكره «اتصالات المغرب» رغم وجود عدد من المزودين المستقلين ولكنهم جميعًا كانوا يمرون من خلال بوابات الشركة الأم.
كشف البحث السنوي الميداني الذي أنجزته الوكالة الوطنية لتقنين المواصلات حول تكنولوجيا المعلومات والاتصالات لدى الأسر والأفراد أن عدد مستخدمي الإنترنت بالمغرب قدر بـ 18.5 مليون خلال سنة 2016، أي بنسبة 58.3 في المئة من الساكنة مقابل 57.1 في المئة سنة 2015.

## البداية
عرفت المغرب الشبكة (الإنترنت) في عام 1995 حيث كان عدد مستخدمين الإنترنت قليلاً ولكن الأوضاع تغيرت كثيرا مع تولى الملك «محمد السادس» الحكم حيث أعلن تأييده للوسيط الجديد وأعلن عن بداية عقد تعليمي يستمر حتى عام 2008 تكون جميع المدارس المغربية خلاله قد ارتبطت بشبكة (الإنترنت)، ويبدو السبب الأساسي لهذا الاهتمام الرسمي الكبير بشبكة الإنترنت هو المراهنة على استقطاب الاستثمارات الأجنبية فيه

## المدونون في المغرب
لم تقتصر الحالة النشطة في الإنترنت على الجماعات السياسية الفاعلة وحدها، وإنما تجاوزتها إلى المدونات الشخصية التي تنمو باضطراد على الشبكة وإن كان غالبيتها تنشر باللغة الفرنسية وهي اللغة السائدة بين المثقفين في المغرب، وقد قامت إحدى المدونات بنشر واقعة فساد حول موظف رسمي كبير في وزارة الشؤون الاقتصادية والعامة، ونشر المدون «رشيد جنكارى» الفواتير والوثائق التي تفضح هذا الفساد وذلك في مدونته الشخصية الأمر الذي أثار موجة من التفاعلات بدأت بتهديد المدون بالفصل من عمله، ولكن إعادة نشر الموضوع في أكثر من مدونة وجريدة مكتوبة أدى إلى قيام الوزارة بفصل الموظف الكبير من الوزارة.

## تجمع المدونين المغاربة
يُعد «تجمع المدونين المغاربة» أول هيئة وطنية تعنى بالتدوين والمدونين بالمغرب، تأسست يوم فاتح مارس من العام 2009، وهي جمعية مدنية مستقلة تضم بين أعضائها المدونون بالعربية والفرنسية والأمازيغية واللغات الأخرى. تشتغل في إطار قانون الجمعيات والحريات العامة المغربيين. تقوم فكرة التجمع بحسب مؤسسيه على توحيد الجهود التدوينية لخدمة المدونين والتدوين المغربي من خلال نشاط تحفيزي وتنسيقي لا يمارس أية وصاية على التدوين وفي نفس الوقت يقترح ويبرمج ما ينشط التدوين المغربي ويحميه ويطوره.
و تعرف الهيئة الوطنية التدوين بـ: فعالية ثقافية تمارس حضورها في العالم الافتراضي الإنترنت، تمارس التدوين في جميع المجالات وتناقش كل القضايا بدون استثناء متوخية الموضوعية والعقلانية والالتزام بالمبادئ الإنسانية التي تحترم حقوق وكرامة الأفراد والشعوب.
- فعالية تتجاوز وتتحدى إكراهات النشر ومعيقات التواصل لنشر الإبداع والثقافة وجديد العصر والإنسان بكل حرية ومصداقية.
- فعالية لاتقع تحت أية وصاية سياسية أو ثقافية أو دينية.
- فعالية تنهض وتتقوى بمساهمات المدونين والمدونات وتكامل جهودهم.
- فعالية تقوم على احترام كل الآراء التي تنطلق من احترام وتقدير الفكر والإنسان في كل مكان وزمان.
- فعالية منفتحة على مفهوم المواطن العالمي.

ويُعتبر عضواً بـ«تجمع المدونين المغاربة» كل مغربي أو مغربية يقيم في أرض الوطن أو خارجه له مدونة يمارس فيها التدوين بشكل فردي أو جماعي دون اعتبار للسن أو لغة التدوين أو الجنس أو الدين ودون اعتبار لعدد الزوار أو مجال التدوين، ويقصى منه كل من يخصص مدونته لأغراض عنصرية أو ينتهك فيها حقوق ملكية الآخرين كالذين يعتدون على حقوق ملكية البرمجيات المختلفة.

## الحجب والرقابة والمصادرة
تذكر تقارير المنظمات الدولية المهتمة بحقوق الإنسان وكذلك الخبراء والمتخصصين داخل المغرب أن الإنترنت هناك تتمتع بحرية واستقلالية غير متوافرة في معظم الدول العربية، فلا تمنع الدولة الوصول إلى مواقع بعينها، ولا تراقب محتوى الشبكة، كما أنه لا يشترط الحصول على أي معلومات عن طالب الخدمة من الشركات المزودة وأنه يمكن للمواطن تصفح الإنترنت داخل المغرب في خصوصية كاملة، ويضيف «كارل ستانزيك» وهو مدير لشركة أخرى من شركات تزويد الإنترنت أنه لا يوجد ما يسمى «تعاقد الاستخدام» بين المزود وطالب الخدمة، كما أن السلطات لا تلقى بالمسئولية على الشركات المزودة في حالة وجود أي محتوى «غير قانونى» يتم تبادله عبر الشبكة من خلال أجهزة المزود.
لذلك تعد المغرب بشكل عام واحدة من أكثر الدول العربية تحررا فيما يتعلق باستخدام شبكة الإنترنت وقد ساهمت هذه الحالة من الحرية في زيادة التوظيف السياسى للشبكة خاصة في الأحوال التي لا تصلح فيها وسائل الإعلام التقليدية لأداء هذه المهمة، على سبيل المثال فإن «عبد السلام ياسين» قائد جمعية «العدل والإحسان» وهي منظمة سياسية ذات توجه إسلامي قام بنشر خطاب مفتوح بلغات أوروبية مختلفة حمل عنوان «رسالة إلى من يهمه الأمر» انتقد فيه عهد الملك الحسن الثاني، وتحدث فيه عن إعادة توزيع ثروة الملك الراحل، وجاء النشر عبر شبكة الإنترنت بعد أن قام النظام المغربي بحظر صحيفة مستقلة لأنها نشرته، وذكرت تقارير أصدرتها وزارة الخارجية الأمريكية أن السلطات المغربية قامت بحظر موقع «العدل والإحسان» على الإنترنت عن متصفحيه داخل المغرب.
ولكن هذا الحجب غير دائم حيث غيرت الجماعة أكثر من مرة عنوان الموقع الإلكتروني وأنه حاليا يمكن تصفحه من داخل المغرب، وبالإضافة لموقع الجماعة الرسمي على الإنترنت والذي يواجه الحظر أحيانا فهناك العديد من المواقع والمنتديات المتعاطفة مع هذه الجماعة والتي تروج لأفكارها وأخبارها وهي المواقع التي لم ترد أي تقارير عن حظرها أو منعها عن المستخدمين في المغرب.
والاستخدام السياسى النشط للإنترنت في المغرب من مختلف التيارات استمر في النمو والازدهار حيث قام الناشط المغربي في مجال حقوق الإنسان «مهدى المنجرة» الممنوع من التواجد في وسائل الإعلام التقليدية بإنشاء موقع خاص به، وبعدها قام بإنشاء «حركة بركة» وهي حركة شبيهة بحركة كفاية المصرية هدفها معارضة الاستبداد واحتكار السلطة.
حالة الحرية النسبية التي يعرفها المواطن المغربي عند استخدام الشابكة (الإنترنت) لا تعنى على الإطلاق أنه لا توجد خطوط حمراء، ويذكر أحد مدراء شركات تزويد خدمات الإنترنت أن الخطوط الحمراء في وسائل الإعلام التقليدية والحياة السياسية المغربية يعرفها الجميع وأنها تتناول وضع الملكية في المغرب ومناقشة الأوضاع حول «الصحراء المغربية» التي تعتبرها المغرب جزءًا من الوطن بينما يقاتل النشطاء فيها من أجل الاستقلال الكامل، وأيضا من الخطوط الحمراء المواضيع التي بها إهانة للملك أو الإسلام وهذه الخطوط الحمراء تنتقل بدورها إلى شبكة الإنترنت وعلى شكل رقابة ذاتية من المواطنين الذين لا يتحدثون فيها حتى في غرف الدردشة أو عبر المنتديات.
إلا أن الصحافة المغربية المستقلة قد حققت المزيد من الحريات في السنوات الأخيرة وتمكنت للمرة الأولى من انتقاد أوضاع الملكية في المغرب، ومناقشة قضية الصحراء المغربية وهي من الموضوعات التي كانت دومًا من المحرم تداولها في الصحافة، كما رحبت الجماعة الصحفية المغربية بالوعد الذي قطعه «نبيل بن عبد الله» وزير الاتصالات عام 2005 بوضع نهاية لسجن الصحفيين وعقابهم الأمر المتكرر الذي يتم تحت مظلة قانون الصحافة المغربي رغم أن هذا الوعد لم يترجم إلى أي إجراءات فعلية.
واعتبر مراقبون أن بداية التضييق على الحريات بشكل عام وعلى الشابكة (الإنترنت) بشكل خاص في المغرب بدأت منذ صدور قانون مكافحة الإرهاب عام 2003 وهو القانون الذي عارضته معظم جماعات حقوق الإنسان الدولية والمحلية، وتضمن هذا القانون بعض المواد التي تحد من الحرية عبر شبكة الإنترنت، وتحدثت تقارير أخرى عن استخدام أساليب تقنية مثل تصفية المواقع الإلكترونية وحجبها مع التأكيد على عدم جدوى هذه الأساليب في تحجيم حرية الإنترنت.
ولكن حالات حجب المواقع الموثقة بدأت في الظهور اعتبارا من نهاية عام 2005 عندما أصدرت منظمة صحفيون بلا حدود بيانا أدانت فيه قيام السلطات المغربية بحجب العديد من المواقع التابعة لجبهة البوليساريو التي تسعى لاستقلال الصحراء المغربية، واعتبر البيان أن إغلاق المواقع دون محاكمة قضائية عادلة مسألة تدخل ضمن إطار الانتهاك الفاضح لحرية التعبير، ورصد البيان حجب خمسة مواقع على الأقل تابعة للبوليساريو من بينها asro.org وspsrasd.info وهي المواقع التي اعتبرها البيان مواقع معارضة ولكن لا تدعو للعنف.
أن السلطات استخدمت تقنية حجب عنوان بروتوكول الإنترنت وهي التقنية التي تحجب عددًا كبيرًا من المواقع الواقعة تحت نفس العنوان الذي ينتمى إليه الموقع المطلوب حجبه، وبالتالى فإن قرار السلطات المغربية بحجب خمسة مواقع أدى فعليا إلى منع الوصول إلى 2287 نطاقا مختلفا.
وبعد هذه الخطوة بأيام قامت السلطات المغربية في 20 ديسمبر 2005 بحجب موقع anonymizer.com وهو موقع أمريكي يسمح لمستخدمى الإنترنت بتجاوز الحظر المفروض على بعض المواقع وجاءت هذه الخطوة لمنع المستخدمين داخل المغرب من تجاوز الحظر الأصلي الذي فرضته السلطات على مواقع البوليساريو، واعتبرت تقارير صحفية أن ما حدث في هذا السياق هو نوع من الحرب الإعلامية بين الحكومة المغربية وجبهة البوليساريو.
ورغم التراجعات الأخيرة في حرية الإنترنت، وانتباه الدولة لبعض المواقع المعارضة عبر شبكة الإنترنت إلا أن الوضع في مجمله أفضل حالًا بكثير من معظم الدول العربية.

## مقاهي الإنترنت
تعتبر مقاهي الإنترنت في المغرب جزءًا أصيلًا من إطار تعامل المواطن المغربي مع الشبكة، وقد عرفت هذه الظاهرة الجديدة نجاحها الكبير في المغرب بسبب افتقاد معظم المنازل لأجهزة الحاسوب وتوصيلات الإنترنت، وأنه على الرغم من زيادة عدد المنازل المتصلة بالشبكة فإن مقاهي الإنترنت تظل محورا لجذب الشباب.
وقد ظهر أول مقهى للإنترنت في مدينة «فاس» داخل فندق شيراتون وذلك في عام 1996 وبلغت تكلفة الساعة 50 درهمًا قبل أن تبدأ هذه المقاهى في الانتشار في كل المدن الكبيرة والصغيرة على حد سواء لتنخفض أسعار الاستخدام والتي تتراوح حاليا بين 4-8 دراهم للساعة ،(أقل من دولار) وتقدر بعض التقارير غير الرسمية عدد مقاهى الإنترنت في المغرب حاليا بأنها أكثر من 1500 مقهى بينما تقدرها تقارير أخرى بأنها تجاوزت 2500 مقهى تجتذب كل يوم مئات المستخدمين الجدد.
و تساعد مقاهى الإنترنت الكثير من الشباب على تخطى عقبة الفقر والأمية وتبعدهم عن الانحراف، وأنها تساهم في تقليص نسب البطالة المتفشية في المجتمع المغربي بشكل كبير، وقدر البعض عدد العاملين في هذه المقاهى بنحو 5 آلاف شاب بينهم خريجو جامعات أو طلبة لا تؤمن لهم المقاهى راتبا متميزا ولكن على الأقل توفر دخلا يساهم في نفقات معيشتهم.
لا توجد قيود رسمية صارمة خاصة بتراخيص مقاهى الإنترنت حيث ينص القانون على أنه يجوز لكل شخص ذاتى أو معنوى أن يتقدم بطلب لتقديم خدمات الإنترنت وذلك للوكالة الوطنية لتقنين المواصلات، ولا يحتاج الأمر إلا لبعض الإجراءات الورقية اللازمة للأنشطة التجارية بشكل عام ، وفي نفس الوقت فإن الشروط تقول أنه إذا اتضح من التصريح السابق أن مضمون الخدمة يمس بالأمن أو النظام العام أو يتنافى مع الأخلاق والعادات الحميدة فإنه يحق للوكالة الوطنية لتقنين المواصلات أن تعترض على تقديم هذه الخدمة وذلك خلال فترة شهرين تبدأ من تاريخ الإيداع المثبت بإشعار تسلم التصريح ، ويستمر التصريح بتقديم الخدمة لمدة عام ويتم تجديده سنويا.
وتؤكد مختلف المصادر أن مقاهى الإنترنت في المغرب تؤمن حرية كاملة لزبائنها في التعامل مع شبكة الإنترنت، ويرصد أحد المواطنين عدم وجود أي قيود على المقاهى وأن عددها في تزايد دائم بالرغم من حرمان كثير من القرى منها لعدم توافرها في الأماكن النائية ، بينما يقول مواطن آخر أنه يمكن تصفح جميع المواقع بحرية كاملة بما في ذلك المواقع الإباحية رغم محاولات بعض الجهات الدينية الضغط على السلطات لحجب مثل هذه المواقع ، ومع ذلك يرصد مواطن آخر أن حاكم المدينة التي يقطن بها اتصل بمالكى مقاهي الإنترنت في هذه المدينة الصغيرة وحذرهم من قبول زبائن ينتمون لجمعية «العدل والإحسان» الإسلامية المحظورة، واعتبر المواطن أن هذا التصرف سابقة خطيرة في المغرب.
وترصد منظمة «هيومان رايتس وتش» إحدى الحالات النادرة في الرقابة على مقاهى الإنترنت في المغرب حيث أكد لهم أحد ملاك هذه المقاهى أنه تلقى تحذيرا في فبراير 1997 من عناصر الشرطة المحلية من وجود حظر على استخدام برنامج حاسوب جغرافى يحمل اسم 3D Atlas يمنع عرضه أو تشغيله في مقاهى الإنترنت، وعلى الرغم من عدم توضيح سبب منع البرنامج إلا أنه فهم أن هذا البرنامج يحتوى معلومات عن الجمهورية الصحراوية ترى السلطات أنها معلومات خاطئة.
ورغم عدم اتخاذ الدولة أي إجراءات رسمية لتحجيم إمكانية الدخول إلى كل أنواع المواقع إلا أن هذه الدعوات تتردد بين حين وآخر سواء على المستوى الشعبي أو على مستوى الصحافة حيث انتهى تقرير صحفى عن الإنترنت في المغرب بالقول أنه لم تقدم حتى كتابة هذه السطور أية سياسات توجيهية أو مبادرة لمراقبة ولوج عالم الإنترنت، أمام انفتاحه الكلي على هذا العالم.

## إحصائيات
حسب آخر إحصائيات الوكالة الوطنية لتقنين المواصلات، فإن عدد المشتركين في خدمة الأنترنيت بالمغرب سنة 2016 هو 18.5 مليون مشترك، 72% منهم يستعملون الإنترنت يومياً، و44% يقضون يومياً من ساعة إلى ساعتين. وقد إرتفع عدد المشتركين إلى 19.2 مليون مشترك في متم يونيو 2017.

## هوامش
1. ↑  منصف السليمى، 66 مليون دولار خسائر المغرب من قرصنة الاتصالات سنويا، نقلا عن جريدة الشرق الأوسط، (زيارة 23/7/2006). نسخة محفوظة 21 مايو 2008 على موقع واي باك مشين.
2. ↑  برحو بوزبانى، ارتفاع رقم معاملات اتصالات المغرب، جريدة المغربية، 26/7/2006، (زيارة 2/8/2006). نسخة محفوظة 8 مارس 2010 على موقع واي باك مشين. [وصلة مكسورة]
3. ↑  إنيس براونة، مقاهي الأنترنيت... محطات للرحلة إلى خارج التقاليد، موقع مشروع ثروة، (زيارة 12/4/2006). نسخة محفوظة 21 يونيو 2008 على موقع واي باك مشين.
4. ↑  م.س. احجيوج، سلطة التدوين، (زيارة 23/4/2006).. نسخة محفوظة 26 يناير 2020 على موقع واي باك مشين.
5. 1 2 3  Human Rights Watch, the Internet in the mideast and North Africa سبق ذكره.
6. 1 2 3 4 5 6  المصدر السابق.
7. ↑  Africa ICT Policy Monitor, Internet censorship report 2003: Morocco (زيارة 2/6/2006). نسخة محفوظة 22 مارس 2008 على موقع واي باك مشين.
8. 1 2 3 4  محمد إباهرين، الانترنت تقضى على الرقابة، نشرة الاصلاح العربى، سبق ذكر
9. ↑  Africa ICT Policy Monitor, Internet censorship report 2003: Morocco، سبق ذكره.
10. 1 2  قاسم، 21 سنة، مواطن مغربي، رسالة بالبريد الالكترونى للشبكة العربية لحقوق الإنسان ردا على أسئلة البحث
11. ↑  على سبيل المثال يمكن زيارة منتدى ترانيم الإسلامى المغربي، http://www.taranime.com نسخة محفوظة 20 يونيو 2017 على موقع واي باك مشين..
12. ↑  CPJ, Attacks on the press 2005, P202
13. ↑  Africa ICT Policy Monitor, Internet censorship report 2003: Morocco سبق ذكره
14. ↑  Reporters Without Borders, Access to Sahrawi sites blocked within Morocco، https://web.archive.org/web/20051230031741/http://www.rsf.org/article.php3?id_article=15809 (زيارة 22/7/2006).
15. ↑  Internet Censorship Explorer, Internet Filtering in Morocco، (زيارة 2/8/2006). نسخة محفوظة 15 أكتوبر 2006 على موقع واي باك مشين.
16. ↑  Reporters Without Borders, Access to Sahrawi sites blocked within Morocco سبق ذكره.
17. ↑  محمد بوخراز، حرب إنترنت بين المغرب والبوليساريو، جريدة الشرق الأوسط، (زيارة 12/8/2006). نسخة محفوظة 6 ديسمبر 2008 على موقع واي باك مشين.
18. ↑  نيس براونة، مقاهي الأنترنيت... محطات للرحلة إلى خارج التقاليد، موقع مشروع ثروة، سبق ذكره.
19. ↑  الأمين الأندلسى، مقاهى الانترنت تكافح البطالة بالمغرب، إسلام أون لاين، (زيارة 16/8/2006). نسخة محفوظة 8 مارس 2010 على موقع واي باك مشين.
20. ↑  الأمين الأندلسي، مقاهي الإنترنت تكافح البطالة بالمغرب، إسلام أون لاين، سبق ذكره
21. ↑  "التصريح بفتح نوادى الانترنت، الوكالة الوطنية لتقنين المواصلات،  (زيارة 13/7/2006)". مؤرشف من الأصل في 2007-02-16. اطلع عليه بتاريخ 2007-02-16.
22. ↑  "اجراءات التصريح بفتح نوادى الإنترنت، الوكالة الوطنية لتقنين المواصلات،  (زيارة 13/7/2006)". مؤرشف من الأصل في 2007-02-16. اطلع عليه بتاريخ 2007-02-16.
23. ↑  عبد الرحمن، 37 عاما، مواطن مغربي، رسالة بالبريد الالكترونى للشبكة العربية لحقوق الإنسان ردا على أسئلة البحث
24. ↑  محمد الأزهرى، 63 عاما، مواطن مغربي، رسالة بالبريد الالكترونى للشبكة العربية لحقوق الإنسان ردا على أسئلة البحث.
25. ↑  لها أون لاين، الشباب المغربي والإنترنت.. برامج دعوية وإدمان وإباحية، (زيارة 2/9/2005). نسخة محفوظة 25 أبريل 2006 على موقع واي باك مشين.
26. ↑  النشرة الإخبارية رقم 15 غشت 2017 - الوكالة الوطنية لتقنين المواصلات نسخة محفوظة 07 نوفمبر 2017 على موقع واي باك مشين.